# Witali Jewgenjewitsch Sytschow
Witali Jewgenjewitsch Sytschow (russisch Виталий Евгеньевич Сычёв; * 2. März 2000 in Barnaul) ist ein russischer Fußballtorwart.

## Karriere

### Verein
Sytschow begann seine Karriere bei Lokomotive Moskau. Zur Saison 2018/19 rückte er in den Kader des drittklassigen Farmteams Lokomotive-Kasanka Moskau. Sein erstes und einziges Spiel für Kasanka in der Perwenstwo PFL machte er im Juli 2018. Im Dezember 2018 stand er im Cup gegen Rubin Kasan erstmals im Kader der Profis, für die er allerdings nie zum Einsatz kommen sollte. Zur Saison 2019/20 wechselte er zur U-19 des FK Tambow. Im September 2019 stand er im Pokal gegen Tom Tomsk erstmals im Profikader Tambows. Sein Debüt für die Profis in der Premjer-Liga gab er schließlich im März 2021 gegen den FK Krasnodar. Bis zum Ende der Saison 2020/21 kam er zu vier Einsätzen in der höchsten russischen Spielklasse, aus der er mit Tambow zu Saisonende allerdings abstieg, woraufhin sich der Verein dann auch auflöste.
Daraufhin wechselte Sytschow zur Saison 2021/22 zum Erstligisten FK Chimki. Für Chimki kam er allerdings bis zur Winterpause nie zum Einsatz. Im Februar 2022 wechselte er leihweise zum Zweitligisten FK Olimp-Dolgoprudny.

### Nationalmannschaft
Sytschow spielte im Oktober 2017 einmal für die russische U-18-Auswahl.